# Самокритика
Самокритика се свързва с отбелязването на неща критични/важни за нечия вяра, мисли, действия, поведение или резултати; може да бъде форма на лично отражение или групова дискусия. Самокритиката е основен елемент на критичното мислене. Казано с още по-прости думи самокритиката е рефлексивно отношение на човека към себе си, способността му самостоятелно да потърси грешките си, да оцени своето поведение и резултатите от мисленето му.
Повечето хора смятат самокритиката за здравословна и нужна за научаване, но прекомерната или строга критика е нездравословна.